# Sho Dun

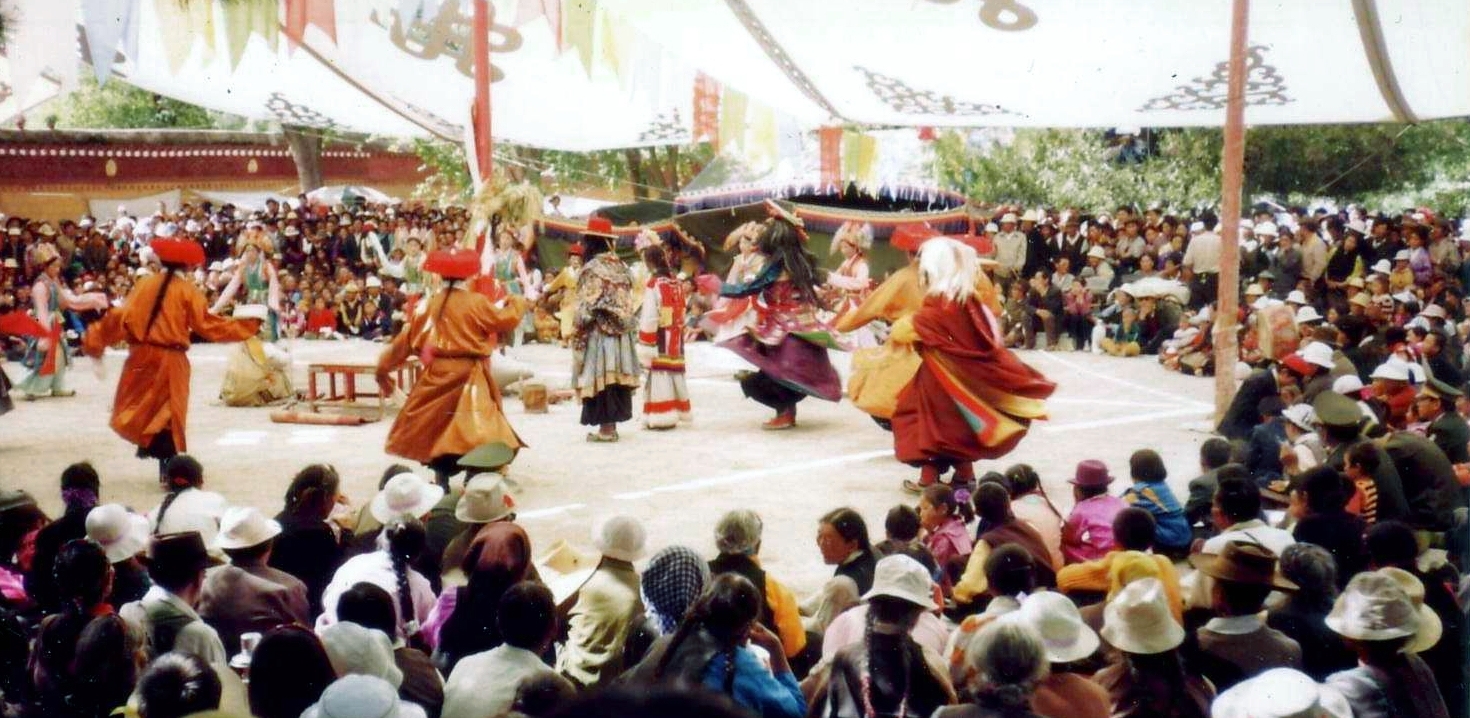
Danza en Sho Dun Festival, Norbulingka, 1993

El festival Sho Dun (en tibetano, ༄ ༅ ། ཞོ་ སྟོན །; en chino, 雪頓節; PY Xuĕdùn Jié), comúnmente conocido como Festival del Yogur, es un festival que se celebra anualmente en el palacio Norbulingka («joya del parque») en Lhasa, en el Tíbet.
El festival se celebra en el verano, del 15 al 24 del quinto mes lunar, generalmente a mediados de agosto, después de un retiro de un mes por parte de los monjes que se quedan dentro de sus monasterios para evitar caminar sobre los insectos de verano emergentes y matarlos (Ahimsa).

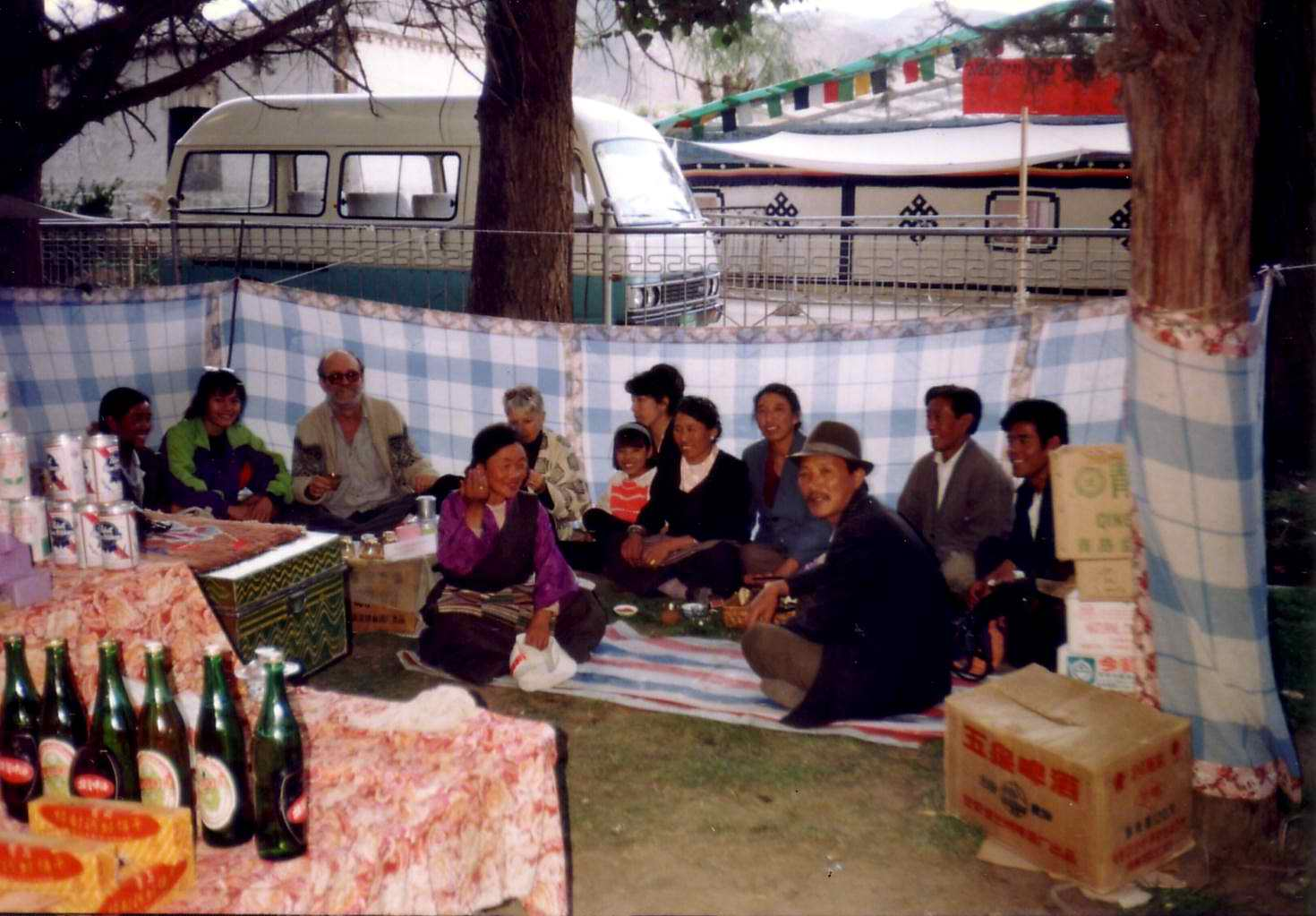
Fiesta en el festival Sho Dun, Norbulingka, 1993

Comenzó en el siglo XVI con un banquete ofrecido por los laicos para los monjes con yogur. Más tarde, se agregaron óperas de verano, o Lhamo, y obras de teatro a las festividades. Las óperas, «duran todo el día con platillos, campanas y tambores que chocan; recitativos penetrantes que puntúan coros más melodiosos; villanos encapuchados, demonios saltando, chicas arremolinándose con largas mangas de seda. En el pasado, los bailarines venían de todo el Tíbet, pero hoy solo hay la compañía estatal Lhasa Singing and Dancing Troupe»"
Los hermosos jardines de Norbulingka se llenan de grupos de fiestas protegidos del viento por paredes colgantes de alfombras y lienzos impresos de colores alegres. Hay muchas fiestas y visitantes. Las hogueras son comunes en la noche.